# Mare de Déu d'Urgell
La Mare de Déu d'Urgell és una talla de fusta policromada del segle xiii d'estil romànic, imatge de la Mare de Déu amb el nen Jesús a la falda. La Mare de Déu d'Urgell és titular de la Catedral de la Seu d'Urgell i és la patrona de la ciutat.
Presideix la catedral i és situada dins l'absidiola de l'altar major. També és anomenada Mare de Déu d'Andorra, la Magna Parens o Magna Domina Urgellitana.

## Llegenda
Tradicionalment s'ha anomenat a la imatge Mare de Déu d'Andorra perquè segons la llegenda estigué amagada al principat andorrà durant la invasió dels sarraïns a les terres de la Marca Hispànica.